# Моргунов, Родион Николаевич
Родион Николаевич Моргунов (1894—1945) — советский военачальник, участник Гражданской, советско-финской и Великой Отечественной войн. Генерал-лейтенант танковых войск (1944).

## Биография
Родион Моргунов родился 9 ноября 1894 г. в с. Сомовка Нижнедевицкого уезда Воронежской губернии (ныне с. Сомовка Горшеченского района Курской области) в крестьянской семье. В 1909 году окончил церковно-приходскую школу. С 1909 года работал шахтёром-забойщиком на Бапровском руднике в Донбассе.
С 1915 года служил в Русской императорской армии бомбардиром-наводчиком в артиллерийской части крепостной артиллерии в Брест-Литовской крепости. С октября 1915 по 1917 год — младший артиллерийский фейерверкер в 36-м отдельном тяжёлом артиллерийском дивизионе (Двинск). Участвовал в первой мировой войне.
После Октябрьской революции пошёл на службу в Красную гвардию в Курске. С марта 1918 года — в Рабоче-крестьянской Красной армии. С марта 1918 года был артиллерийским инструктором 1-го артиллерийского дивизиона в Курске, с февраля 1919 — командиром и комиссаром бронепоездов № 3 и № 5 в 13-й армии. С декабря 1920 по декабрь 1921 года — командир сводного десантного отряда и бронепоезда № 206. В 1921 году окончил Московскую высшую автобронетанковую школу. Участвовал в боях Гражданской войны на Южном и Северо-Западном[уточнить] фронтах, воевал против войск генерала А. И. Деникина и отрядов Н. И. Махно, участвовал в подавлении Кронштадтского восстания. В 1919 году был ранен в бою. Член РКП(б) с 1918 года.
После окончания Гражданской войны продолжил службу в армии. С декабря 1921 по 1923 год вновь командовал бронепоездами № 91 и № 25. В 1924 году окончил Петроградские артиллерийские курсы усовершенствования командного состава. С января 1924 — командир артиллерийского дивизиона 44-го артиллерийского полка 44-й стрелковой дивизии. С января 1926 по 1927 — командир дивизиона БЕПО 1-го дивизиона бронепоездов (Киев). С сентября 1927 по декабрь 1928 года — слушатель Ленинградских артиллерийских курсов усовершенствования командного состава.
С декабря 1928 года — командир и военкомом 44-го артиллерийского полка 44-й стрелковой Киевской дивизии. С октября 1929 — начальник 3-го, а затем 1-го отдела Управления мотомеханизированных войск РККА (Москва). В 1931 году окончил Ленинградские Краснознамённые бронетанковые курсы усовершенствования комсостава РККА. С сентября 1931 года — начальник танковых войск Приволжского военного округа. С мая 1937 года — начальник Ленинградского танкового технического училища, с апреля 1939 года — начальник Ленинградских Краснознамённых бронетанковых курсов усовершенствования комсостава РККА.
Участвовал в боях советско-финской войны в должности начальника УВТС Северо-Западного фронта.
После окончания военных действий в мае 1940 года вернулся на должность начальника Ленинградских Краснознамённых БТКУКС РККА. Но уже 8 мая 1940 года переведён начальником Управления автобронетанковых войск Киевского особого военного округа, с 12 декабря 1940 — начальник окружного автобронетанкового Управления Киевского ОВО.
В начале Великой Отечественной войны Моргунов был назначен начальником автобронетанкового управления Юго-Западного фронта (в феврале 1942 года должность переименована в «заместитель командующего по танковым войскам Юго-Западного фронта». С 17 апреля 1942 года генерал Моргунов по совместительству временно исполнял должность заместителя Главнокомандующего войсками Юго-Западного направления по танковым войскам. Участвовал в Львовско-Черновицкой, Киевской и Сумско-Харьковской оборонительных операциях, в Барвенково-Лозовской наступательной операции и в Харьковском сражении мая 1942 года. Награждён орденом за то, что в первые месяцы войны обеспечил ремонт большого количества автомобильной и танковой техники на базе предприятий Харьковского промышленного центра, а также бесперебойную поставку запчастей в действующие войска фронта.
С июня 1942 года — начальник Горьковского учебного автобронетанкового центра.
В январе 1943 года был переведён в Главное автобронетанковое управление РККА на должность начальника Ремонтного управления. Под его руководством функционировали ремонтные предприятия Народного комиссариата обороны СССР.
Погиб в автомобильной катастрофе в Москве 5 марта 1945 года. Похоронен на Новодевичьем кладбище.
Был награждён орденом Ленина (1.08.1944), тремя орденами Красного Знамени (20.03.1940, 6.11.1941, 3.11.1944), орденом Красной Звезды (18.09.1943), медалью «XX лет Рабоче-Крестьянской Красной Армии» (22.02.1938).

## Воинские звания
- комбриг (26.11.1935)
- комдив (21.03.1940)
- генерал-майор танковых войск (4.06.1940)
- генерал-лейтенант танковых войск (11.05.1944)

## Документы
- Послужной список Р. Н. Моргунова по состоянию на 1944 год // Память народа